# NGC 325
 NGC 325 là một thiên hà xoắn ốc nằm trong chòm sao Kình Ngư. Nó được phát hiện vào ngày 27 tháng 9 năm 1864 bởi Albert Marth. Nó được Dreyer mô tả là "rất mờ nhạt, rất nhỏ".